# Mara Feldern-Förster

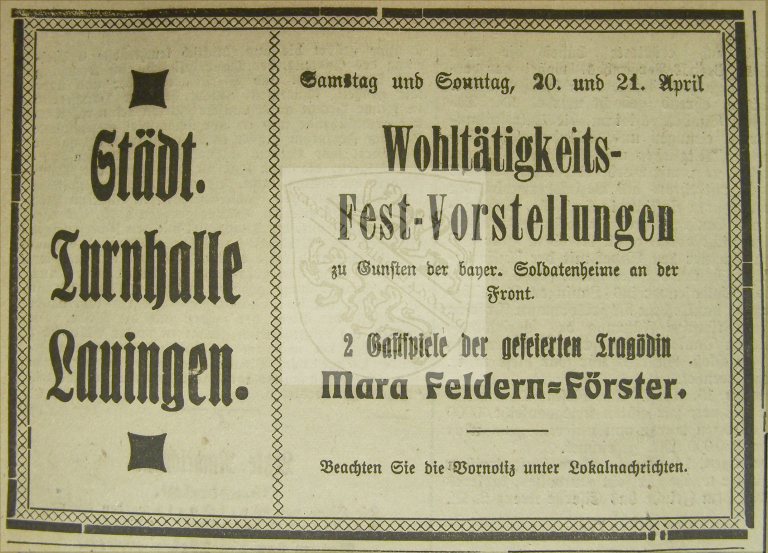
Wohltätigkeits-Fest-Vorstellungen.
2 Gastspiele der gefeierten Tragödin Mara Feldern-Förster am 20. und 21. April 1918

Mara Feldern-Förster (* 26. März 1866 in Lemberg/Galizien (Cisleithanien) als Cäcilie Kornfeld; † 25. Januar 1951 in Berlin) war eine deutsche Schauspielerin und Sängerin.

## Leben
Die Schülerin von Friedrich Mitterwurzer (1844–1897) erlebte ihr erfolgreiches Debüt am Stadttheater in Innsbruck. Von dort kam sie für einige Zeit in Nürnberg, später dann in Köln unter Vertrag. Anschließend nahm sie ein Engagement in London an.
Von dort holte man sie an das Deutsche Theater in Berlin. 1905 findet man sie in dem Nachschlagewerk Berlin und die Berliner im Kapitel Bohème mit dem Eintrag: „Arrangiert Kabaretts in Privat-Gesellschaften.“ Das Bühnen-Jahrbuch 1907 verzeichnet sie unter den Gastdarstellern des Hamburger Carl-Schultze-Theaters. Später wechselte Feldern-Förster an die Münchner Kammerspiele. In dieser Zeit reduzierte sie ihre Auftritte und gab Schauspielunterricht.
Nach ihrer Personenakte bei der Polizeidirektion München („Laufzeit 1912-1936“) war Mara Feldern-Förster Jüdin und verheiratet mit Hugo Koch, geboren 8. August 1867 in Homburg. Über ihn enthält das Gedenkbuch – Opfer der Verfolgung der Juden unter der nationalsozialistischen Gewaltherrschaft 1933–1945 Folgendes: Inhaftierung 11.-15. November 1938 im Konzentrationslager Dachau, Deportation ab München am 24. Juni 1942 in das Ghetto Theresienstadt und am 19. September 1942 in das Vernichtungslager Treblinka. Anscheinend hatten die Eheleute womöglich schon seit 1930 nicht mehr zusammengelebt.
Wie es Frau Koch gelang, der Ermordung zu entgehen, ist nicht bekannt. Nach dem Zweiten Weltkrieg wird der „resoluten, damals schon emeritierten Mara Feldern-Förster“ das Verdienst zugeschrieben, es mit „ihrem jungen Freund Achim von Biel auf eine heute nicht mehr verständliche Weise“ geschafft zu haben, die beiden Max-Reinhardt-Bühnen Theater und Komödie am Kurfürstendamm in Berlin „in Jahresfrist wieder bespielbar zu machen.“ In der Komödie inszenierte sie selbst 1946 Tschechows Der Bär und Ein Heiratsantrag.
Ihre um 1873 geborene Schwester Auguste Kornfeld hatte mit Max Reinhardt eine uneheliche Tochter Jenny (Johanna Margarethe Kornfeld, geboren am 12. September 1899 in Berlin) und von 1900 bis 1914 als Opern- und Operettensoubrette unter dem Namen Gusti Förster Engagements in Basel, Berlin, Breslau, Dresden, Essen, Köln, Königsberg, Mannheim, München, Nürnberg und Barmen. Nachdem Feldern-Förster am 25. Juli 1912 in München Hugo Koch geheiratet hatte, heiratete die Schwester ihrerseits im Dezember 1912 in München den jüdischen Operntenor Paul Willy Birkenfeld und lebte später in Bremen. Mehr ist von ihrem Schicksal nicht bekannt. Die Tochter Jenny schrieb (oder telegrafierte?) ihrem Vater Max Reinhardt in New York 1938 aus Berlin: Entsetzliches Elend und höchste Not. Hilfe dringend erbeten! Später trug sie den Familiennamen Kleindienst und starb im Oktober 1972 in England.

## Schüler (Auswahl)
- Harry Buckwitz[13]
- Willem Holsboer
- Liesl Karlstadt[14]
- Josef van Santen